# Coalton, Illinois
Coalton là một làng thuộc quận Montgomery, tiểu bang Illinois, Hoa Kỳ. Năm 2010, dân số của làng này là 304 người.

## Dân số
Dân số qua các năm:
- Năm 2000: 307 người.
- Năm 2010: 304 người.